# Орта-Джамі
Орта-Джамі (крим. Orta cami, «Центральна мечеть») — мечеть в Україні, на Кримському півострові, в історичній частині міста Бахчисарай. Споруджена наприкінці XVI — початку XVII століття. Головна мечеть Кримського ханства в XVII—XVIII століттях.

## Історія
Орта-Джамі була центральною мечеттю для проведення п'ятничної молитви. Згідно з судовим реєстром Кримського ханства, перша документальна згадка сягає 1674 року, вона згадується як квартальна мечеть столиці.
У 1736 році, коли Бахчисарай був захоплений та спалений російськими військами генерала графа Бурхарда Мініха, мечеть зазнала руйнувань. Остаточно реставрована та добудована у 1737–1743 роках за правління двох братів-ханів: Менґлі II Ґерая та Селямет II Ґерая.
Старший, Менґлі II Ґерай, прославився як захисник Криму у скрутні часи — організував відсіч військовим вторгненням на півострів та післявоєнне облаштування Криму. Молодший брат, Селямет II Ґерай, зайняв трон після смерті Менґлі та увійшов до історії як «Хан-відновник». Крім того, брати увійшли до історії як видатні правителі та благодійники, а також теологи та літератори.
У 1861 році мечеть перебудована парафіянами та здобула свій нинішній архітектурний вигляд.
У 2001 році рішенням 20-ї сесії Бахчисарайської районної ради 23-го скликання від 18.07.2001 р. будівля мечеті була повернена мусульманській спільноті «Мустафа-Джамі».
У 2012 році родина Рустема Умєрова виступила ініціатором реставрації мечеті Орта-Джамі. Фінансування забезпечувалося особистими коштами Умєрових. Реалізація ініціативи стартувала у рамках національного проєкту відновлення культурної та історичної спадщини Криму.
16 серпня 2013 року відбулося урочисте відкриття історично реконструйованої мечеті, яка не діяла близько 95 років. З цієї нагоди Мустафа Джемілєв передав сім'ї Умєрових обрамлений золотом Коран дамаського видання, який він отримав із рук муфтія головної мечеті Мекки Аль-Салломи, перебуваючи в малому паломництві у священний місяць Рамадан. Коран зберігається в Орта-Джамі.